# Ikot-Abasi
Pour les articles homonymes, voir Abasi.
Ikot-Abasi est une ville et une zone de gouvernement local de l'État d'Akwa Ibom au Nigeria.